# Cantonul Lyon-VIII
Cantonul Lyon-VIII este un canton din arondismentul Lyon, departamentul Rhône, regiunea Rhône-Alpes, Franța.